# Serial Digital Interface
Serial Digital Interface (SDI) är en standard (ITU-R BT.656 , CCIR601 och SMPTE 259M) för digital överföring av videosignaler, som endast används i professionella sammanhang. SDI stöder hastigheterna 270 Mbit/s, 360 Mbit/s, 143 Mbit/s, och 177 Mbit/s.
- 143 Mbit/s har använts för digitaliserad NTSC-kompositvideo
- 177 Mbit/s har använts för digitaliserad PAL-kompositvideo
- 270 Mbit/s används för digital komponentvideo
- 360 Mbit/s används för digital komponentvideo

Standarden togs fram med flexibilitet som målsättning, och använder samma koaxialkablar (75 ohm), som används vid olika typer av analog överföring och kan vara upp till ca 300 m långa. Ingen kryptering används, vilket gör att SDI inte förekommer i konsumentprodukter, där kopieringsskydd som HDCP ofta används efter påtryckningar från filmindustrin.
High Definition Serial Digital Interface (HD-SDI) är en vidareutveckling av SDI, som standardiserats i SMPTE 292M. HD-SDI har högre överföringskapacitet än SDI och kan föra över data med en nominell hastighet av 1,485 Gbit/s. Det finns även en annan standard, SMPTE 372M (kallad dual link), som i princip består av två SMPTE 292M-länkar med en sammanlagd nominell överföringskapacitet på 2,970 Gbit/s.